# Mega Man Battle Network 4
Mega Man Battle Network 4 (Rockman EXE 4 (ロックマンエグゼ4, Rokkuman Eguze Fō) au Japon) est un tactical RPG développé par Capcom Production Studio 2 et édité par Capcom en 2004 sur Game Boy Advance. C'est le quatrième volet de la série Mega Man Battle Network. Comme le précédent opus de la série, le jeu est commercialisé en deux versions différentes, Mega Man Battle Network 4 Red Sun (Tournament Red Sun au Japon) et Mega Man Battle Network 4 Blue Moon (Tournament Blue Moon au Japon), qui diffèrent sur certains détails du scénario et du gameplay. Battle Network 4 est compatible avec le e-Reader, et peut être connecté avec Rockman.EXE 4.5: Real Operation et le Battle Chip Gate pour les NetBattles. Il est réédité en 2015 sur la console virtuelle de la Wii U,,,,,,.

## Trame
Lan Hikari se remet lentement mais surement d’avoir failli perdre Mega Man.EXE cinq mois auparavant dans la bataille finale contre Alpha. Les scientifiques de l’agence spatiale, la NAXA, ont découvert qu’un énorme astéroïde se dirigeant à toute vitesse vers la Terre vient de dépasser l’orbite de Neptune. Les scientifiques du centre se précipitent pour prévenir leurs supérieurs.

## Système de jeu
Mega Man Battle Network 4 est la suite de Mega Man Battle Network 3 et reprend ainsi tous les mécanismes du précédent opus. Ce volet est décliné en deux versions, Mega Man Battle Network 4 Blue Moon et Mega Man Battle Network 4 Red Sun. Les principales différences résident entre autres au niveau des puces disponibles et des adversaires que Lan doit affronter en tournoi, ainsi que certaines quêtes mineures qui leur sont liées, qui sont différentes d'un jeu à l'autre.
Le gameplay a été revu depuis Mega Man Battle Network 3. Ce nouveau jeu introduit les puces mal (Dark chips) qui sont des variantes puissantes des puces traditionnelles mais pouvant entrainer des effets néfastes permanents sur le Navi lors de leur utilisation (dégénération de la santé, modification du comportement...). Cet opus voit aussi l'apparition de la Soul unisson (union âme), cette fonction agissant à peu près de la même manière que le Style qui a donc été supprimé. La Soul unisson permet de fusionner les capacités de Mega Man avec celle d'un autre Navi. Cependant la Soul unisson ne fonctionne que pendant trois tours. L'histoire étant légèrement différente d'une version à l'autre, les Souls unisson sont donc aussi différentes, ainsi que pour les puces. Le nombre de puces est légèrement réduit, à 263 (150 puces standard, 60 mégapuces, 5 gigapuces, 48 puces secrète).